# Anti-Monopoly

Anti-Monopoly est un jeu de plateau inventé par le professeur de l’Université d'État de San Francisco Ralph Anspach, en réaction au jeu Monopoly. Ce jeu est sorti pour la première fois en 1973 sous le nom Bust the Trust (« Fais sauter le Monopole ») mais le titre a été changé pour Anti-Monopoly.

## Principe du jeu
Le professeur Anspach a créé l’Anti-Monopoly en partie pour répondre aux valeurs enseignées dans le jeu grand public Monopoly qui selon lui donne le sentiment que les monopoles économiques sont souhaitables. Son idée était de démontrer à quel point les monopoles sont dangereux dans un système de libre marché et comment les lois antitrust agissent par rapport à eux dans le monde réel.
Le jeu Anti-Monopoly original commence avec un plateau représentant un état de monopole comme obtenu à la fin d’une partie de Monopoly. Plutôt que des immeubles et des services publics, les propriétés sont cependant remplacées par des entreprises qui ont été placées sous une propriété unique. Les joueurs jouent le rôle d’assistants sociaux de l’État qui apportent des mises en examen à chaque entreprise pour essayer de les sortir du monopole et de retourner au système de marché libre.
Le jeu a connu plusieurs versions et rééditions depuis 1973. En 1984, une nouvelle version est apparue sous le nom d’Anti-Monopoly II, dans lesquels les joueurs devaient choisir au début du jeu entre jouer en tant que partisan des monopoles (les « Monopolistes ») ou partisan de la libre compétition entre les entreprises (les « concurrents »). Cette version ressemble plus au jeu classique du Monopoly dans le sens où elle se base aussi sur l’achat et la vente de propriétés et d’immeubles. Chaque possibilité de jeu a ses spécificités : les partisans de la libre compétition demandent des loyers plus bas et peuvent améliorer leurs propriétés quand ils le souhaitent alors que les partisans du monopole doivent posséder au moins deux propriétés dans le même groupe avant de pouvoir améliorer leurs propriétés. L’édition 2005, mise à jour, de l’Anti-Monopoly II a été produite sous le seul titre d’Anti-Monopoly.

## Procès sur la marque
En 1974, la société Parker Brothers a poursuivi le professeur Anspach en justice pour l’utilisation du nom « Monopoly » (mot anglais qui signifie « monopole ») qu’elle considérait comme une infraction au droit des marques. Dans sa défense, Ralph Anspach argua que le jeu Monopoly existait avant sa commercialisation par Parker Brothers puisqu’il découle du Landlord’s Game (« jeu du propriétaire foncier »), inventé par Elizabeth Magie en 1904 (à l'origine dans un sens critique par rapport aux monopoles) et vendu à Parker Brothers en 1935.
La dispute légale a duré dix ans, entre appels et retournements de verdict avant que le professeur Anspach et Parker Brothers n’arrivent à un accord autorisant celui-ci à utiliser le nom Anti-Monopoly. Durant le temps du procès, le jeu a été commercialisé sous le nom Anti.
Le jeu est aujourd’hui produit et distribué dans le monde par University Games.

## Vidéographie
- Documentaire :  [vidéo] « Monopoly – Un jeu impitoyable » sur Arte, 2024, 43 min, Allemagne, États-Unis

## Liens Externes
- Site officiel de l'Anti-Monopoly (lien obsolète supprimé)
- La page de l'Anti-Monopoly (lien obsolète supprimé) sur le site d'University Games
- « "The Monopolists” : le livre qui révèle la curieuse genèse du Monopoly », Atlantico,‎ 17 mars 2015 (lire en ligne, consulté le 25 juin 2015)